# Jacques Attali
Jacques Attali (Argel, 1 de novembro de 1943) é um economista francês e um escritor profícuo sobre diversos temas, incluindo sociologia e economia mas também romances, biografias e até mesmo livros infantis. Destacou-se também por ter sido conselheiro de François Mitterrand com apenas 27 anos de idade.
Oriundo de uma família judia, é doutorado em ciências económicas e licenciado pela École Polytechnique (major de promotion), da École des Mines, do Institut d'Etudes Politiques de Paris e da ENA.

## Obras

### Ensaios
- Analyse économique de la vie politique (1973)
- Modèles politiques | éditeur (1974)
- L'Anti-économique (com Marc Guillaume) (1975)
- La Parole et l'outil (1975)
- Bruits (1977)
- La Nouvelle Économie française  (1978)
- L'Ordre cannibale (1979)
- Les Trois Mondes (1981)
- Histoires du temps (1982)
- La Figure de Frazer (1984)
- Au propre et au figuré  (1988)
- Lignes d'horizon  (1990)
- 1492  (1991)
- Économie de l'apocalypse - Trafic et prolifération nucléaire  (1994)
- Chemins de sagesse : Traité du labyrinthe  (1996)
- Mémoires de sabliers  (1997)
- Le Citoyen, les pouvoirs et dieu  (1998)
- Pour un modèle européen d'enseignement supérieur  (1998)
- Dictionnaire du sécul XXI (1998)
- Fraternités : Une nouvelle utopie  (1999)
- Les Juifs, le monde et l'argent  (2002)
- L'Homme nomade  (2003)
- La Voie humaine : Pour une nouvelle social-démocratie  (2004)
- Raison et foi, Averroès, Maïmonide, Thomas d'Aquin  (2004)
- Changer de paradigme pour supprimer le chômage  (2005)
- Portraits de micro entrepreneurs  (2006)
- L'Avenir du travail  (2007)
- Amours |auteurs=avec Stéphanie Bonvicini  (2007)
- 300 décisions pour changer la France  (2008)
- La Crise, et après ?  (2008)
- Dictionnaire amoureux du Judaïsme (2009)
- Le Sens des choses  (2009)
- Breve História do Futuro - no original Une brève histoire de l'avenir  (2009)
- Sept leçons de vie : Survivre aux crises  (2010)
- Tous ruinés dans dix ans ? Dette publique : la dernière chance |éditeur=Fayard  (2010)
- Demain, qui gouvernera le monde ?  (2011)
- Candidats, répondez ! (2011)
- La Consolation  (2012)
- Urgences françaises  (2013)
- Pour une économie positive  (2013)
- Histoire de la modernité : Comment l'humanité pense son avenir  (2013)
- avec Shimon Peres, Avec nous, après nous (2013)
- Devenir soi, Fayard, Documents (2014)
- Peut-on prévoir l'avenir ? (2015)
- Sept façons d'être heureux, com Luc Ferry (2015)

### Romances
- La Vie éternelle, Fayard, 1989
- Le Premier Jour après moi, Fayard, 1990
- Il viendra - Fayard, 1994
- Au-delà de nulle part, Fayard, 1997
- La Femme du menteur, Fayard, 1999
- Nouv'elles, Fayard, 2002
- La Confrérie des Éveillés, Fayard, 2004
- Notre vie, disent-ils, Fayard, 2014

### Biografias
- Sigmund Warburg, un homme d'influence (1985)
- Blaise Pascal ou le génie français (2000)
- Karl Marx ou l'esprit du monde (2005)
- Gândhî ou l'éveil des humiliés  (2007)
- Phares. 24 destins[1] | éditeur=Fayard |lien éditeur=Fayard (maison d'édition) |année=2010 |pages totales=}}
- Diderot ou le bonheur de penser  (2012)

### Teatro
- 1999: Les Portes du ciel criado no teatri de Paris com Gérard Depardieu, Jean-Michel Dupuis, Barbara Schulz, encenação de Stéphane Hillel. O tema é o fim do imperador Carlos Quint, no século XVI.
- 2008: Du cristal à la fumée criado no teatro de Rond-Point com Féodor Atkine, Bernard-Pierre Donnadieu, encenação de Daniel Mesguich. O tema é o papel determinante jogado em novembro de 1938 pela companhia de seguros Allianz na elaboração da Solução Final.

### Conto para crianças
- Manuel, l'enfant-rêve (ilustrado por Philippe Druillet), Stock, 1995

### Memórias
- Verbatim  Erro! Não foi preenchido o número da autoestrada., Éditions Lgf, 1986, reeditado por Fayard 1993
- Europe(s), Fayard, 1994
- Verbatim Predefinição:II, Fayard, 1995
- Verbatim Predefinição:III, Fayard, 1995
- C'était François Mitterrand, Fayard, 2005

### Relatórios
- L'Avenir du travail, Fayard, 2007, com Pierre Cahuc, François Chérèque e Jean-Claude Javillier
- 300 décisions pour changer la France, XO éditions, 2008
- Pour une économie positive, Fayard, 2013